# Remoulade

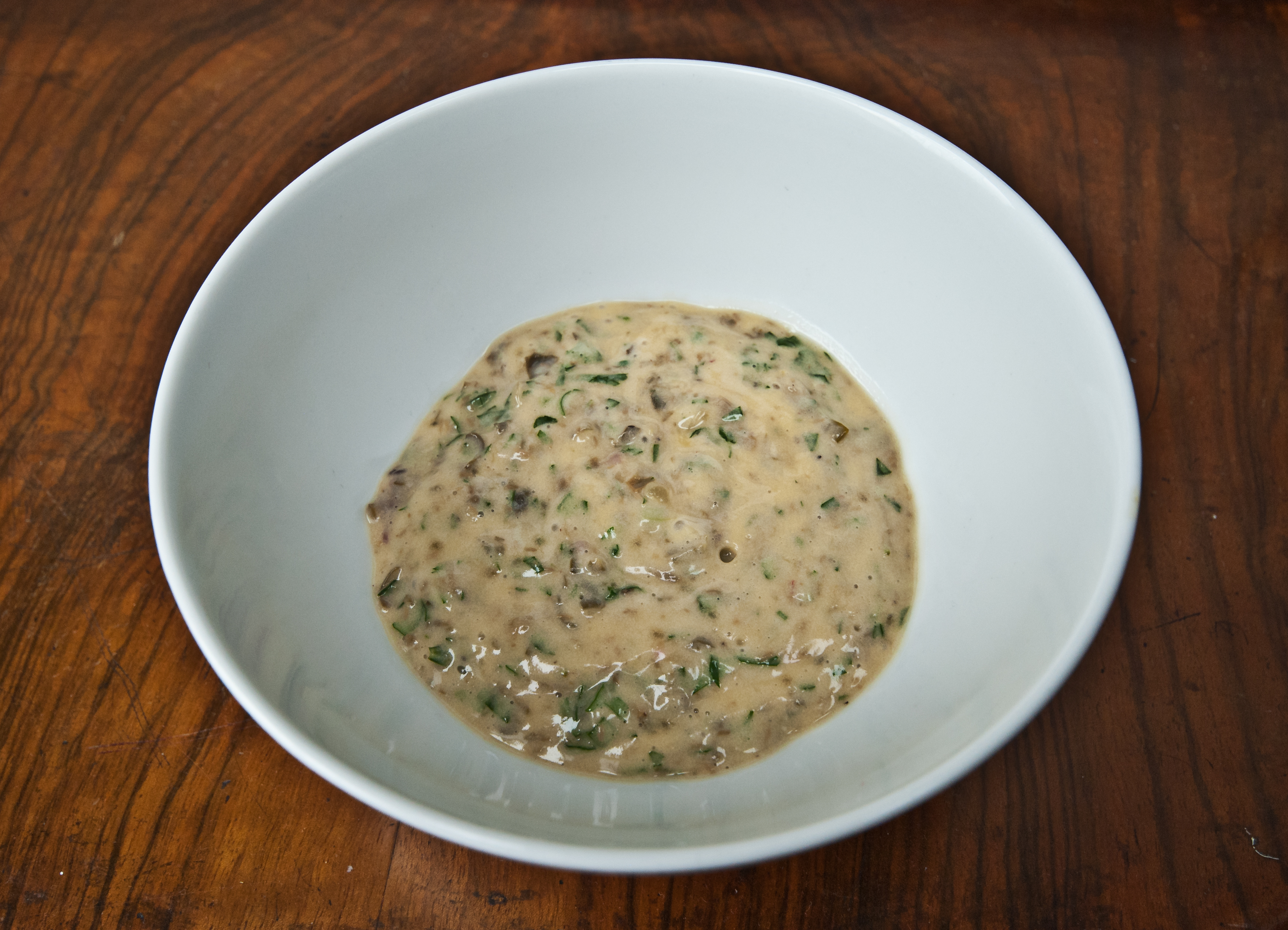
Frisch zubereitete Remoulade

Remoulade oder Remouladensauce (französisch sauce rémoulade von rémola, „Schwarzrettich“, oder aus dem lateinischen molere, „mahlen“) ist eine mit Kräutern und weiteren Zutaten gewürzte Mayonnaise. 
Die Grundbestandteile von Remoulade sind Öl, Weinessig oder Zitronensaft, Eigelb und Senf. Weitere Zutaten sind Kräuter wie Petersilie, Kerbel und Estragon, Kapern und kleingeschnittene Gewürzgurken. 
Remoulade wird meist zu Krustentieren, paniertem Fisch und Tafelspitz sowie zu Roastbeef, Sülze, kaltem Braten aller Art oder gekochten Eiern serviert. Sie wird außerdem als Sauce für Hotdogs und Sandwiches sowie bei belegten Brötchen anstelle von Butter oder Margarine verwendet.